# 冬酿酒
冬酿酒（又称东阳酒）是江苏苏州地方特色的米酒，为苏州民俗中冬至节令不可或缺的一物，家家户户都要饮用。因不易保存，每年只在冬至节前数日供应。冬酿酒以糯米为原料，采传统工艺酿造，添加苏州特产的栀子花及桂花，以增色及增香。成品色黄，味甜，酒精度低，有桂花香气。